# 河内長野市立南花台小学校
河内長野市立南花台小学校（かわちながのしりつ なんかだいしょうがっこう）は、大阪府河内長野市にある公立小学校。通学区域が重なる河内長野市立南花台中学校の敷地内へ校舎を移転したことを機に、2024年4月1日付で同校と共に「施設一体型小中一貫教育推進校」へ移行している。

## 歴史

### 初代校舎時代（1982 - 2023年度）
本校は、河内長野市のニュータウンである南花台の造成が完了した1982年に、河内長野市立南花台東小学校として南花台2丁目11番1号に開校した。
南花台東小学校は南花台地域で唯一の小学校であったが、地域内における居住人口や児童数の増加に伴って、1990年4月1日付で河内長野市立南花台西小学校を分離。しかし、分離後に居住人口の減少や居住者の高齢化が進んだことから、2013年に2校を併合したうえで「河内長野市立南花台小学校」として開校した。ただし、地域内唯一の小学校として改めて開校したため、実際には東小学校時代の敷地や校舎（初代校舎）をそのまま使用。その一方で、「南花小」（なんかしょう）という略称が新たに付けられていた。

### 河内長野市初の「施設一体型小中一貫教育推進校」化に向けた動き
河内長野市で2021年から策定を進めている「河内長野市学校施設長寿命化計画」や、市教育委員会が同年から打ち出している「河内長野市学校のあり方の方針」では、南花台小学校と南花台中学校を「施設一体型小中一貫教育推進校」として、2024年度を目途に整備することが検討されていた。
以上の方針では、南花台小学校の新校舎（第2代校舎）を南花台中学校の敷地内（南花台6丁目6番1号）に建設したうえで、第2代校舎へ移転させることによる「小中学校施設の一体化」が当初から想定されていた。河内長野市では、このような一体化の取り組みについて、「子どもたちの異学年交流が（一体化の前よりも）活発さを増すことによって、社会性や協調性を育む教育活動が（一体化の前にもまして）充実する」「小学校と中学校で同じ施設を使用することで、小学校の児童が中学校へ進学する際の心理的な負担の軽減や、学校への行きやすさにつながる」「小学校と中学校の教員が同じ施設に勤務することによって、『互いの専門性を活かしながら授業を補い合える』という柔軟な組織体制の構築が図られるため、子どもたちには（一体化の前よりも）深い学びときめ細かな支援を受けられる」との見解を示している。
実際には、周辺住民への説明会などを経て、施設一体型小中一貫教育推進校化に向けた「第1期工事」を2023年度中に実施。この工事では、南花台小学校の第2代校舎を南花台中学校内の敷地内に建設したほか、敷地東隣の公園（河内長野市の水道関連施設・バックネット・複合遊具・屋根付きのベンチ・屋外時計などを備えている「南花台第10公園」）を両校の「第2運動場」として整備した。
「第2運動場」の整備に際しては、両校の生徒が使用しない時間帯に「いこいの広場」として市民に開放することを前提に、2ヶ所の出入口に鍵付きの門を設置。前述した「南花台第10公園」の施設・遊具を極力残しながらも、運動場としての総面積を「南花台第10公園」から若干減らしたうえで、「南花台第1放課後児童会」「南花台第2放課後児童会」向けの施設を新たに建てた。その一方で、2023年度に両校へ在籍していた児童・生徒が、小中一貫教育推進校へ移行後の愛称を提案。候補を4つにまで絞り込んだうえで、保護者・周辺住民・関係者なども対象に含めた投票を2024年の初頭に実施したところ、「つばめの学校」に決まった。ちなみに、初代校舎の校門の一部には、ツバメの絵が描かれた小型のレリーフが「南花台小学校」としての開校後に設置されている。

### 「施設一体型小中一貫教育推進校」への移行に伴う第2代校舎への移転後（2024年度以降）
前述した第1期工事が2024年3月までに完了したことを受けて、2024年4月1日付で、小学校としての機能を第2代校舎へ移転。2024年4月6日には、移転後初めての入学式が、南花台中学校と共に執り行われた。2024年6月からは、特別教育棟・中庭・プールの改修が主体の「第2期工事」を実施している。
2024年度の新入生を含めた2024年4月8日時点の全校児童の総数は203名、クラスの総数は12学級で、移転を機に「つば小」という略称や「つばめ学級」というクラス名も新たに使用。また、本校から一部の教諭が南花台中学校で授業を受け持つ一方で、本校の授業の一部を南花台中学校の教諭が担当している。
その一方で、「河内長野市立南花台東小学校」としての開校当初から第2代校舎への移転前月（2024年3月）まで使用していた敷地（南花台小学校跡地）には、初代の校舎・体育館などの施設や運動場が移転後も残存している。これに対して、河内長野市では、2024年4月から6月まで跡地の改修工事を実施。工事が完了した7月1日以降は、平日の8:00 - 17:00に限って運動場を一般に開放しているほか、2023年まで南花台第10公園で（いわゆる「コロナ禍」であった2020年からの3年間を除く）毎年8月の第1土曜日・日曜日の夜間に開かれていた「南花台ふるさと夏まつり」（南花台自治会・南花台子供会の共催による地域内最大の行事）の会場にも使用することが決まっている。平日における運動場の一般開放は「産業用地への転換を見据えた赤峰市民広場（河内長野市が市内の小山田町で1984年から運営してきた市内最大級の多目的スポーツ広場）の廃止（2024年6月30日）に伴う代替措置の一環」でもあるが、「ふるさと夏まつり」と重ならない土・日曜日および、祝日には運動場を「スポーツ関連団体の専用施設」として活用。体育館については、移転前と同じく、河内長野市が「学校施設開放事業」の一環として市民の利用を条件付きで認めている。
ちなみに、河内長野市では、南花台小学校と南花台中学校を「南花台及び周辺地区の指定緊急避難場所」、両校の体育館を「国政選挙・地方選挙執行日の投票所」と定めている。南花台小学校が第2代校舎へ移転する前までは、避難所としての名称に「南花台小学校」と「南花台中学校」、投票所としての通称に「南花台小学校体育館」（正式名称に「第30選挙区投票所」）と「南花台中学校体育館」（正式名称に「第34投票区投票所」）を使用していた。両校に対する避難所・投票所への指定は移転後も続けられているが、避難所としての名称は「南花台小学校跡地」と「南花台小学校・南花台中学校」にそれぞれ変更。第30選挙区投票所の通称も、「南花台小学校跡地体育館」に改められている。

## 沿革
- 1982年 - 河内長野市立南花台東小学校が開校
- 1990年 - 河内長野市立南花台西小学校を分離
- 2013年3月31日 - 河内長野市立南花台東小学校が閉校
- 2013年4月1日 - 南花台東小学校と南花台西小学校の併合によって河内長野市立南花台小学校が開校
- 2024年4月1日 - 河内長野市立南花台中学校の敷地内に建てられた新校舎（第2代校舎）へ移転。移転前の校名を維持したまま、施設一体型小中一貫教育推進校へ移行した。
- 2024年7月1日 - 2024年3月31日までの敷地（跡地）の改修工事が完了したことを受けて、跡地内の運動場の一般開放を、平日の8:00 - 17:00限定で開始。

## 通学区域
- 河内長野市立南花台中学校の通学区域。

河内長野市 南花台1 - 8丁目

## 交通アクセス
- 南海高野線　三日市町駅から南海バス南花台・南ヶ丘線「南花台経由　南ヶ丘行き（14、32系統）」「南花台四丁目行き（特32系統）」、南花台・大矢船西町線「南花台経由 大矢船西町行き（33系統）」のいずれかに乗車し、「南花台一丁目南」バス停下車徒歩約5分。